# Martin Rechsteiner
Martin Rechsteiner (ur. 15 lutego 1989 w Altstätten) – liechtensteiński piłkarz, reprezentant kraju i klubu FC Vaduz, do którego trafił latem 2009 roku. Występuje na pozycji obrońcy. W reprezentacji Liechtensteinu zadebiutował w 2008 roku. Dotychczas rozegrał w niej 18 meczów (stan na 8.12.2011).